# حزب العدالة (إيران)
حزب العدالة (بالفارسية: حزب عدالت) كان حزبًا سياسيًا في إيران، بقيادة علي دشتي الذي شارك في تأسيسه مع مثقفين آخرين شاركوا في السياسة في أوائل عشرينيات القرن الماضي. ومن السياسيين البارزين الآخرين جمال إمامي وإبراهيم كاجانوري وفرج الله بهرامي وجمشيد علم وأبو القاسم أميني.
كان الحزب «جمعية تشبه إلى حد ما نادٍ خاص، مع القليل من التماسك التنظيمي أو الإحساس الجماعي بالهوية». من الناحية الفكرية، تألف طابعه من قومية يمين الوسط ودعا إلى إصلاحات عامة في الإدارة والأنظمة القانونية والتعليمية.
عارض الحزب حزب توده ودعم الملكية الدستورية في إيران. وبحسب حسين دادغار، العضو القيادي في الحزب، فقد تم تشكيله «لمواجهة الثلاثة والخمسين شيوعياً الذين أسسوا حزب توده الخطير».
دعم الحزب حكومة محسن الصدر واعتبر معارضاً لحكومتي أحمد قوام وعلي سهيلي.